# Marina Garcés Mascareñas
 (octobre 2023).
La mise en forme du texte ne suit pas les recommandations de Wikipédia : il faut le « wikifier ».
Les points d'amélioration suivants sont les cas les plus fréquents. Le détail des points à revoir est peut-être précisé sur la page de discussion.
- Les titres sont pré-formatés par le logiciel. Ils ne sont ni en capitales, ni en gras.
- Le texte ne doit pas être écrit en capitales (les noms de famille non plus), ni en gras, ni en italique, ni en « petit »…
- Le gras n'est utilisé que pour surligner le titre de l'article dans l'introduction, une seule fois.
- L'italique est rarement utilisé : mots en langue étrangère, titres d'œuvres, noms de bateaux, etc.
- Les citations ne sont pas en italique mais en corps de texte normal. Elles sont entourées par des guillemets français : « et ».
- Les listes à puces sont à éviter, des paragraphes rédigés étant largement préférés. Les tableaux sont à réserver à la présentation de données structurées (résultats, etc.).
- Les appels de note de bas de page (petits chiffres en exposant, introduits par l'outil «  Source ») sont à placer entre la fin de phrase et le point final[comme ça].
- Les liens internes (vers d'autres articles de Wikipédia) sont à choisir avec parcimonie. Créez des liens vers des articles approfondissant le sujet. Les termes génériques sans rapport avec le sujet sont à éviter, ainsi que les répétitions de liens vers un même terme.
- Les liens externes sont à placer uniquement dans une section « Liens externes », à la fin de l'article. Ces liens sont à choisir avec parcimonie suivant les règles définies. Si un lien sert de source à l'article, son insertion dans le texte est à faire par les notes de bas de page.
- La présentation des références doit suivre les conventions bibliographiques. Il est recommandé d'utiliser les modèles {{Ouvrage}}, {{Chapitre}}, {{Article}}, {{Lien web}} et/ou {{Bibliographie}}. Le mode d'édition visuel peut mettre en forme automatiquement les références.
- Insérer une infobox (cadre d'informations à droite) n'est pas obligatoire pour parachever la mise en page.

Pour une aide détaillée, merci de consulter Aide:Wikification.
Si vous pensez que ces points ont été résolus, vous pouvez retirer ce bandeau et améliorer la mise en forme d'un autre article.
 (octobre 2023).
 (octobre 2023).
Marina Garcés Mascareñas (Barcelone, 30 mai de 1973) est une philosophe et essayiste espagnole. Après avoir été professeure titulaire de philosophie à l'Université de Saragosse pendant 15 ans, elle est  actuellement professeure associée de l'Université Ouverte de la Catalogne, où elle dirige le master de Philosophie pour les défis contemporains. Elle a impulsé le projet collectif de pensée critique et expérimentale Espace en blanc,. Un des concepts centraux de sa pensée est le commun comme chemin pour développer des alternatives qui permettent de faire face aux crises actuelles. Elle défend que la philosophie est à fois une forme de vie et un art qui naît dans la rue et qui continue sans interruption dans les espaces intimes et invisibles.

## Biographie
Elle a étudié la philosophie à l'Université de Barcelone où elle a soutenu en 2001 sa thèse intitulée "Les prisons du possible".
Depuis 2002 elle stimule et coordonne le projet  Espace en blanc, un pari collectif pour tisser une relation engagée, pratique et expérimentale avec la pensée philosophique.
Elle habite à Barcelone et elle a d'abord été professeure dans l'Université de Saragosse où elle assurait l'enseignement d'un module de philosophie comparée Orient-Occident. Elle est actuellement est professeure associée à l'Université Ouverte de la Catalogne, mais elle a collaboré avec d'autres universités aussi bien l'Université Pompeu Fabra que l'Université de Gérone.
De 2016 à 2021, elle fut membre du groupe de professeurs du Programme d'Études Indépendantes du MACBA sur lequel elle exerçait la direction académique en partenariat avec Yayo Herrero et Pablo Martínez, alors chef de programmes jusqu'à sa polémique destitution, ce que a motivé sa démission,. Elle a dirigé le Salle de cours ouverte de l'Institut d'Humanitats (CCCB).
Espace En Blanc a été fondé en 2002 dans le contexte d'une Barcelone post olympique, à Les Naus, un centre social occupé depuis des années dans le quartier de Gracia. Il fonctionne comme un espace où l'on peut expérimenter de nouveaux formats et de nouvelles formes de mise en relation avec la pensé. Il ne s'agit pas d'un groupe fermer, puisqu'il réunit des gents de tous âges et de toutes disciplines, mais une succession de projets en lien avec la pensée expérimentale, pratique et collective. Y sont organisées des journées et des tables-rondes anonymes, des documentaires, des micros-vidéos.
Le principal objectif de ce lieu est de rendre de nouveau passionnante l'aventure de la pensée, c'est-à-dire, "d'ouvrir une brèche dans la réalité qui ne se définisse pas par ce que l'on sait déjà par ce que l'on ne sait pas.que ne sait pas. Il s'agit de mettre en relation l'activisme et la pensée académique, le discours et l'action, les idées et l'expérimentation. C'est pourquoi il est un pari à la fois philosophique et politique".
Ses philosophes de référence sont Merleau-Ponty et Diderot. Ses premiers maîtres sont Deleuze et Foucault et elle a déclaré au cours de ces dernières année qu'elle a été marquée par la lecture des textes féministes et postcoloniaux[réf. nécessaire].
Critique de l'idée d'identité: je suis très critique, autant du point de vue philosophique que politique, de l'idée d'identité, de quelque type que ce soit. Les identités monolithiques n'existent pas, bien qu'elles fonctionnent  comme mécanisme de cohésion. Je crois dans les singularités: une langue, un lieu, une histoire partagée, qu'ils nous font différents comme collectifs, mais que penser que ce seraient des identités essentielles est une construction culturelle, à la fois très utile et très dangereuse[Interprétation personnelle ?].
Intérêt pour la philosophie chinoise: "Plus que le confucianisme, qui est de nouveau à la mode en Chine et qui est l'idéologie du pouvoir, c'est le taoïsme qui me plaît, ce sont en un peu les anarchistes de là-bas, qui démontent les fondements de ce pouvoir impérial. Et ils nous enseignent quelque chose très beau: que les choses ne sont pas mais qu'ils sont en train d'être et que dans cette mesure nous ne sommes pas du tout libres parce que nous toujours sommes dans le cours de quelque chose, et que c'est la compréhension de ce cours des choses qui nous rend libres" explique en 2017 dans un entretien.
Les nouvelles formes de politisation sont marquées par l'anonymat. "il n'est pas question de l'anonymat de la masse, de l'homogénéisation, de l'uniformité, mais de la vie que l'on peut dire à la fois en première personne du singulier et du pluriel. Quelque chose que ne se fait pas depuis quelques sigles concrets, quelques représentants, mais depuis une présence partagée. Il s'agit de vouloir se réapproprier de la vie et, à la fois, ouvrir des nouveaux espaces pour une politisation radicale de la vie".
Dans La philosophie inachevée (2015) elle parle de la "fin des grands hommes". Elle remet en question le fait de que tous les philosophes ont été des hommes, blancs, occidentaux et dans la norme et elle signale qu'aujourd'hui il y a un tournant vers la féminisation, la précarisation et la collectivisation de la pensée philosophique.
Certains médias la considèrent comme un emblème de la nouvelle génération de philosophes catalans nés entre les ans 60 et 70[source secondaire nécessaire].